# Mark Tuitert
Mark Jan Hendrik Tuitert (Holten, 4 april 1980) is een Nederlands voormalig langebaanschaatser. Hij werd op 20 februari 2010 olympisch kampioen op de 1500 meter in Vancouver. Eerder werd hij samen met Erben Wennemars en Carl Verheijen als eerste ploeg wereldkampioen op de achtervolging in 2005 en individueel Europees kampioen allround in 2004. Op 14 december 2010 werd hij verkozen tot Sportman van het Jaar 2010. Op 4 maart 2014 maakte Tuitert bekend dat hij stopt met schaatsen op professioneel niveau. In 2017 startte hij zijn eigen onderneming: First Energy Gum.

## Biografie
Tuitert groeide op in zijn geboorteplaats Holten. De familie van zijn moeders kant, Koperberg, heeft Joodse roots. Later verhuisde Tuitert naar Heerenveen. Hij was naast schaatser ook actief skeeleraar en belandde in de Wehkamp-ploeg met Edward Hagen en René Ruitenberg. Een uitnodiging van Jong Oranje slaat hij af, maar een jaar later sloot hij zich alsnog aan.

### Schaatscarrière
Tuitert werd in 1999 wereldkampioen allround schaatsen bij de junioren. In 2001 debuteerde hij bij de senioren op het Europees Kampioenschap. In leidende positie na 2 afstanden, stapte hij op de 1500 meter op een blokje, waardoor zijn klassement verloren was. In 2003 won hij brons bij het Europees Kampioenschap. Een jaar later won hij in Thialf (Heerenveen) het Europees Kampioenschap met een wereldrecord punten. In 2005 werd Tuitert met Erben Wennemars en Carl Verheijen tijdens de WK Afstanden in Inzell de eerste wereldkampioenen op de achtervolging. In 2006 werd hij bij afwezigheid van de gekwalificeerde olympische allrounders voor het eerst Nederlands kampioen allround. Zelf wist hij zich niet te plaatsen voor een individuele afstand op de Spelen van Turijn, maar maakte hij wel deel uit van het team dat brons won op de ploegenachtervolging.
In het najaar van 2007 besloot Tuitert voorlopig niet meer deel te zullen nemen aan allround-wedstrijden. Hij wil op de kortere afstanden meedingen naar de hoofdprijzen, omdat hij progressie heeft geboekt op de 1000 en 1500 meter. Met tweemaal winst in het eindklassement van de Wereldbeker 1500 meter (in 2004 en 2005) heeft Tuitert al laten zien dat hij tot de wereldtop kan behoren. Toen Tuitert wilde meedingen naar een WK-ticket en, naar eigen zeggen, een teleurstellende 1500 meter reed, besloot hij zich tot de Olympische Spelen van 2010 in Vancouver alleen nog maar te richten op de sprintafstanden.

### Olympisch kampioen 2010 op de 1500 meter

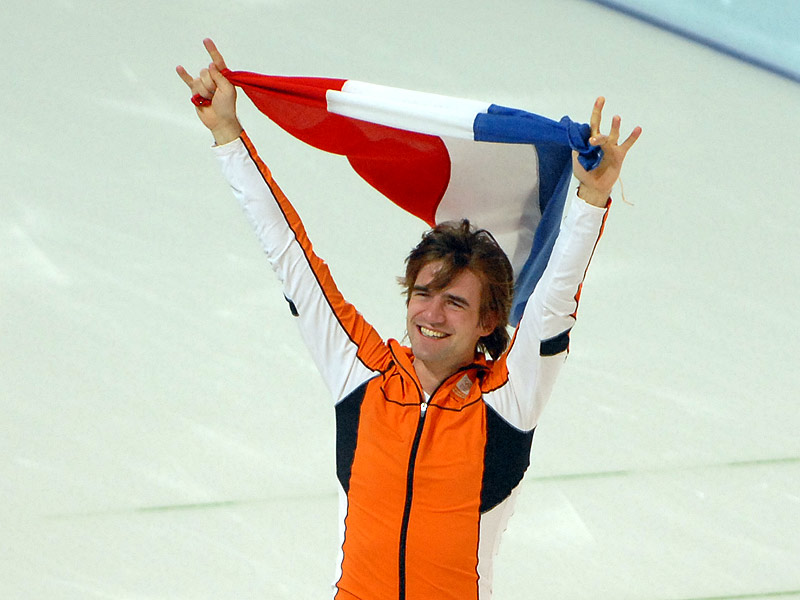
Tuitert viert zijn olympische titel

Tuitert werd op zaterdag 20 februari 2010 olympisch kampioen op de 1500 meter in Vancouver, in een tijd van 1.45,57. Deze tijd was ook een verbetering van het baanrecord van Shani Davis met 0,6 seconde.
Tuitert had al enkele jaren geen overwinning meer behaald op zijn favoriete 1500 meter. Zijn laatste overwinning op die afstand dateerde van het seizoen 2004/05 toen hij twee keer een wedstrijd won in de wereldbeker en ook het eindklassement won. Hij is met het behalen van de olympische titel de opvolger van Kees Verkerk en Ard Schenk die achtereenvolgens in 1968 en 1972 als enige andere Nederlanders olympisch goud wonnen op de 1500 meter bij de heren. Dankzij de overwinning van Ireen Wüst op dezelfde afstand is Nederland het eerste land na de Sovjet-Unie in 1964 dat de heren-dames-dubbelzege op de 1500 meter binnenhaalde.
Vlak voor de start van seizoen 2010/2011 begon Tuitert een Twitter-actie vanwege de nieuwe ISU-regel die voorschrijft dat een langebaanschaatser op het rechte stuk niet met de volledige schaats over de lijn mag rijden. Op het NK afstanden wordt uitgerekend Tuitert vanwege deze regel gediskwalificeerd op de 1000 meter.
Tijdens het NK Afstanden 2012 reed Tuitert op de 1500 meter de vijfde tijd in 1.47,34. Ook TVM-rijder Jan Blokhuijsen reed exact deze tijd waardoor er gekeken moest worden naar de duizendste van een seconde voor het vijfde en laatste wereldbekerticket. Uiteindelijk bleek Tuitert aan de goede kant te zitten waardoor hij toch mag uitkomen op zijn olympische afstand.
Op 22 mei van het jaar 2012 maakte bekend dat hij de overstap ging maken naar de ploeg van Gerard van Velde; Beslist.nl.
Jac Orie en Tuitert waren in gesprek met deze nieuwe sponsor maar besloot om voor betere sportieve prestaties zonder Orie verder te gaan.

### Leven en werk na het schaatsen
Op 1 november 2014 debuteerde Tuitert als schaatsanalyticus bij de NOS tijdens het NK afstanden 2015. Sinds begin 2017 heeft Tuitert ook een onderneming in energiekauwgom voor sporters. In het tiende seizoen van De Slimste Mens behaalde hij de finale door 3 van de 7 afleveringen waarbij hij aanwezig was te winnen.

## Privéleven
Tuitert is in 2009 getrouwd met voormalig langebaanschaatsster Helen van Goozen. Samen hebben ze een dochter en een zoon. Na jaren in Heerenveen te hebben gewoond, woont hij sinds 2015 in Hoogmade, Zuid-Holland.

## Records

### Persoonlijke records
| Afstand      | Tijd     | Datum            | Baan       |
| ------------ | -------- | ---------------- | ---------- |
| 500 meter    | 35,20    | 27 december 2009 | Heerenveen |
| 1000 meter   | 1.07,84  | 6 december 2009  | Calgary    |
| 1500 meter   | 1.42,87  | 16 november 2007 | Calgary    |
| 3000 meter   | 3.41,16  | 12 augustus 2005 | Calgary    |
| 5000 meter   | 6.27,63  | 9 januari 2004   | Heerenveen |
| 10.000 meter | 13.38,91 | 11 januari 2004  | Heerenveen |

### Wereldrecords
| Nr.  | Afstand                  | Tijd      | Datum            | Baan       |
| ---- | ------------------------ | --------- | ---------------- | ---------- |
| jr1. | 1500 meter (junioren)    | 1.48,45   | 19 maart 1999    | Calgary    |
| jr2. | 3000 meter (junioren)    | 3.48,56   | 19 maart 1999    | Calgary    |
| jr3. | 10.000 meter (junioren)* | 13.49,40  | 19 maart 1999    | Calgary    |
| jr4. | 5000 meter (junioren)    | 6.33,26   | 20 maart 1999    | Calgary    |
| 1.   | Grote vierkamp           | 151,691   | 11 januari 2004  | Heerenveen |
| 2.   | Achtervolging            | 3.46,44** | 21 november 2004 | Berlijn    |

* = officieus wereldrecord
** samen met Carl Verheijen en Erben Wennemars

## Resultaten

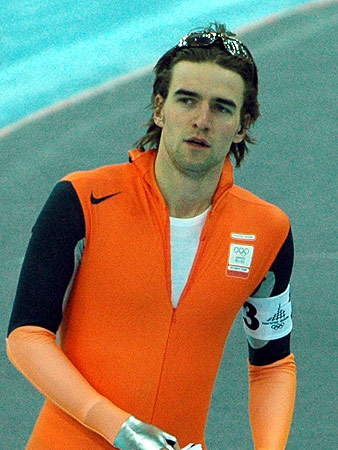
Tuitert tijdens de Olympische Winterspelen 2006

| Jaar | NK Afstanden                  | NK Allround | NK Sprint | EK Allround           | WK Afstanden                 | WK Allround         | WK Sprint             | Wereldbeker                                                 | Olympische Spelen                       | WK Junioren |
| ---- | ----------------------------- | ----------- | --------- | --------------------- | ---------------------------- | ------------------- | --------------------- | ----------------------------------------------------------- | --------------------------------------- | ----------- |
| 1998 |                               |             |           |                       |                              |                     |                       |                                                             |                                         | Zilver      |
| 1999 |                               | 4e          |           |                       |                              |                     |                       |                                                             |                                         | Goud        |
| 2000 | 5e 1500m 5e 5000m 6e 10000m   | 6e          |           |                       |                              |                     |                       |                                                             |                                         |             |
| 2001 | 4e 1000m · 1500m · 9e 5000m   | Brons       |           | NF · (, , val, -)     |                              |                     |                       | 18e 1500m                                                   |                                         |             |
| 2002 | val 1000m 13e 1500m 18e 5000m |             |           |                       |                              |                     |                       |                                                             |                                         |             |
| 2003 | 1500m · 10e 5000m             | Zilver      |           | · (, 6e, , 7e)        |                              | 4e · (7e, 8e, , 4e) |                       | 5e 1500m                                                    |                                         |             |
| 2004 | 6e 1000m · 1500m · 4e 5000m   | Brons       |           | · (, , 5e)            | 1500m                        | 5e · (, 7e, , 7e)   |                       | 1500m · 17e 5k/10k                                          |                                         |             |
| 2005 | 4e 1000m 6e 1500m 12e 5000m   | Brons       |           | 4e · (, 7e, , 10e)    | 1500m · Ploegenachtervolging |                     |                       | 1500m                                                       |                                         |             |
| 2006 | 5e 1000m 6e 1500m             | Goud        | 5e        |                       |                              |                     |                       | 20e 1500m                                                   | Ploegenachtervolging                    |             |
| 2007 | 5e 1000m val 1500m 5e 5000m   | 4e          |           | 8e · (4e, 11e, , 11e) |                              |                     |                       | 11e 1500m 34e 5k/10k                                        |                                         |             |
| 2008 | 4e 1000m 4e 1500m             |             | 7e        |                       | Dnf 1000m 6e 1500m           |                     |                       | 8e 1000m · 1500m · Ploegenachtervolging                     |                                         |             |
| 2009 | 500m · 1000m · 1500m          |             | Brons     |                       | 9e 1500m                     |                     | 9e (13e, 6e, 17e, 9e) | 25e 100m 17e 500m 7e 1000m 5e 1500m 7e Ploegenachtervolging |                                         |             |
| 2010 | 500m · 1000m · 1500m          |             | Zilver    |                       |                              |                     |                       | 34e 500m · 1000m · 4e 1500m                                 | 5e 1000m · 1500m · Ploegenachtervolging |             |
| 2011 | 5e 500m · Dq 1000m · 1500m    |             |           |                       | Dq 1500m                     |                     |                       | 21e 1000m 7e 1500m                                          |                                         |             |
| 2012 | 8e 500m 6e 1000m 5e 1500m     |             | 8e        |                       |                              |                     |                       | 31e 1000m 7e 1500m                                          |                                         |             |
| 2013 |                               |             | 4e        |                       | Dnf 1000m 7e 1500m           |                     | DNF2                  | 12e 1000m 15e 1500m                                         |                                         |             |
| 2014 | 10e 500m 11e 1000m 4e 1500m   |             | 7e        |                       |                              |                     |                       | 0p 500m 14e 1000m 8e 1500m                                  | 10e 1000m 5e 1500m                      |             |

NF# = niet gefinisht op # afstand
DNF = niet gefinisht

### Wereldbekerwedstrijden
| Seizoen   | 500m                                                        | 1000m                                    | 1500m                         | 5/10km                 | Achtervolging |
| --------- | ----------------------------------------------------------- | ---------------------------------------- | ----------------------------- | ---------------------- | ------------- |
| 2000/2001 |                                                             |                                          | 6e, 7e, -, -, -               |                        |               |
| 2001/2002 |                                                             |                                          |                               |                        |               |
| 2002/2003 |                                                             |                                          | 4e, 10e, -, 10e, , 6e         |                        |               |
| 2003/2004 |                                                             |                                          | ,                             | 7e, -*, 9e, -, -, -*   |               |
| 2004/2005 |                                                             |                                          | , , 8e, 6e,                   |                        | -, , -        |
| 2005/2006 |                                                             |                                          | 20e(v), 1e(b), 10e, 19e(v), - |                        |               |
| 2006/2007 |                                                             |                                          | -, -, -, 2e(b), , 6e          | -, 1e(b), -*, -, -*, - |               |
| 2007/2008 |                                                             | 28e, 10e, 7e, 7e, 6e, 16e, -, 6e, 5e, 7e | 10e, , 5e, , 5e               |                        | 6e, -, -, -   |
| 2008/2009 | 11e, 15e, 20e, 15e, 10e, 11e, -, -, 11e, 13e, 15e, 15e, 22e | 9e, 11e, 4e, 5e, -, -, 10e, , 17e, 16e   | 4e, , , 19e, 8e, 7e           |                        |               |
| 2009/2010 | 18e, 18e, 32e(b), 10e(b), -, -, -, -, 13e, 14e, -, -        | 4e, 4e, 5e, -, ,                         | 5e, 4e, 6e, 6e, -, 4e         |                        |               |
| 2010/2011 |                                                             | 5e, 6e, -, -, -, -, -, -                 | , 10e, 10e, , , 9e            |                        |               |
| 2011/2012 |                                                             | -, -, 1e(b), -, -, -, -                  | 6e, 8e, 6e, -, -, 4e          |                        |               |
| 2012/2013 |                                                             | -, -, -, -, -, 11e, 1e(b), 6e,           | -, -, -, 8e, 8e, 7e           |                        |               |

### Medaillespiegel
| Kampioenschap          | Goud · | Zilver · | Brons · |
| ---------------------- | ------ | -------- | ------- |
| NK Afstanden           | 0      | 3        | 3       |
| NK Allround            | 1      | 1        | 3       |
| NK Sprint              | 0      | 1        | 1       |
| EK Allround Afstanden  | 2      | 6        | 2       |
| EK Allround Klassement | 1      | 0        | 1       |
| WK Allround Afstanden  | 0      | 3        | 0       |
| WK Allround Klassement | 0      | 0        | 0       |
| Olympische Spelen      | 1      | 0        | 2       |
| WK Afstanden           | 1      | 2        | 0       |
| WK Junioren            | 1      | 1        | 0       |

## Onderscheidingen
- Vanwege zijn gouden olympische medaille is Tuitert in maart 2010 benoemd tot Ridder in de Orde van de Nederlandse Leeuw.
- Verkozen tot Sportman van het Jaar 2010

### Bestseller 60
| Boeken met noteringen in de Nederlandse Bestseller 60 | Jaar van verschijnen | Datum van binnenkomst | Hoogste positie | Aantal weken | Opmerkingen                    |
| ----------------------------------------------------- | -------------------- | --------------------- | --------------- | ------------ | ------------------------------ |
| Vancouver 210210                                      | 2011                 | 30-03-2011            | 57              | 1            | in samenwerking met Tim Senden |
| DRIVE. Train je stoïcijnse mindset                    | 2021                 | 07-07-2021            | 6               | 14           |                                |
| FLOW                                                  | 2023                 | 07-06-2023            | 3               | 8            |                                |
| Innerlijke kracht                                     | 2024                 | 20-11-2024            | 3               | 6            |                                |

## Trivia
- In 1999 was zowel Tuitert als zijn huidige vrouw Helen van Goozen wereldkampioen junioren, en in januari 2006 werden ze beiden allroundkampioenen van de Gruno Bokaal.